# Lijst van films waarin marihuanagebruik voorkomt
De volgende lijst is een (geenszins volledige) lijst van films waar frequent marihuanagebruik in voorkomt. Deze films worden niet noodzakelijk gekwalificeerd als "stonerfilms".
1. Reefer Madness (1936)
2. Nosotros los pobres (1948)[1]
3. Easy Rider (1969)
4. Fritz the Cat (1972)
5. The Nine Lives of Fritz the Cat (1974)
6. Rockers (1978)
7. Cheech & Chong (serie) (1978–2010)
8. Acapulco Gold (1978)
9. Over the Edge (1979)
10. Where the Buffalo Roam (1980)
11. Fast Times at Ridgemont High (1982)
12. Withnail and I (1987)
13. Far Out Man (1990)
14. The Moneytree (1992)
15. Dazed and Confused (1993)
16. The Stöned Age (1994)
17. PCU (1994)
18. Mallrats (1995)
19. Friday (trilogie) (1995–2002)
20. Bongwater (1997)
21. The Big Lebowski (1998)
22. Half Baked (1998)
23. Homegrown (1998)
24. Fear and Loathing in Las Vegas (1998)
25. American Beauty (1999)
26. Detroit Rock City (1999)
27. Grass (1999)
28. Freak Talks About Sex (1999)
29. Idle Hands (1999)
30. Outside Providence (1999)
31. Saving Grace (2000)
32. Wonder Boys (2000)
33. Cash Crop (2001)
34. How High (2001)
35. Super Troopers (2001)
36. Jay and Silent Bob Strike Back (2001)
37. The Wash (2001)
38. Slackers (2002)
39. Cidade de Deus (2002)
40. Ali G Indahouse (2002)
41. Rolling Kansas (2003)
42. Orange County (film) (2003)
43. Harold & Kumar Go to White Castle (2004)
44. Reefer Madness: The Musical (2005)
45. Pot Zombies (2005)
46. Beerfest (2006)
47. Grandma's Boy (2006) (2006)
48. Puff, Puff, Pass (2006)
49. Evil Bong (2006)
50. Tenacious D in the Pick of Destiny (2006)
51. Diggers (2006) (2006)
52. The Tripper (2007)
53. Super High Me (2007)
54. Knocked Up (2007)
55. Weirdsville (2007)
56. Kush (2007)
57. National Lampoon's Totally Baked: A Potumentary (2006)
58. Harold & Kumar Escape from Guantanamo Bay (2008)
59. Smiley Face (2008)
60. Strange Wilderness (2008)
61. The Wackness (2008)
62. Pineapple Express (2008)
63. Brighton Wok: The Legend of Ganja Boxing (2008)
64. Humboldt County (2008)
65. Surfer, Dude (2008)
66. Friday the 13th (2009)
67. Shrink (2009)
68. Sex Pot (2009)
69. Adventureland (2009)
70. Leaves of Grass (2010)
71. Ted (2012)